# Daniela Del Din
Daniela Del Din (née le 29 septembre 1969 dans la ville de Saint-Marin) est une sportive de Saint-Marin, spécialiste du tir, qui a participé aux Jeux olympiques d'été de 2008 à Pékin.

## Biographie
Daniela Del Din a terminé à la 15e place des qualifications de trap (Tir) avec un score de 62/75. Elle a aussi été porte drapeau de Saint-Marin lors de cette compétition.